# Colm McCoy
Colm McCoy (ur. 2 grudnia 1936 w Dublinie, zm. 22 lipca 2010 w Naas) – irlandzki bokser, medalista mistrzostw Europy, olimpijczyk.
Zdobył brązowy medal w wadze średniej (do 75 kg) na mistrzostwach Europy w 1959 w Lucernie, po wygraniu dwóch walk i przegranej w półfinale z Giennadijem Szatkowem z ZSRR. Odpadł w eliminacjach wagi półciężkiej (do 81 kg) na igrzyskach olimpijskich w 1960 w Rzymie po porażce w pierwszej walce z Mattim Aho z Finlandii.
Był mistrzem Irlandii w wadze średniej w 1959 i w wadze półciężkiej w 1960, a także wicemistrzem w wadze średniej w 1957 i 1958 oraz w wadze półciężkiej w 1961.